# Lisiard Le Riche
Lisiard Le Riche († nach 941 als Mönch wohl im Kloster Saint-Benôit-sur-Loire) war ein französischer Adliger der ersten Hälfte des 10. Jahrhunderts, der zum engsten Umfeld Hugos des Großen gehörte.
Er steht an der Spitze der zusammenhängenden Genealogie der Familie Le Riche und gilt damit als deren Stammvater. Das einzige erhaltene Dokument, das seinen Namen enthält, stammt vom November 941 und behandelt eine Schenkung zugunsten des berühmten Klosters Saint-Benôit-sur-Loire (Odo von Cluny war zu dieser Zeit hier Abt). Da Lisiard sich später in ein Kloster zurückzog und dort als Mönch starb, kann die Schenkung und der Rückzug in zeitlichem und sachlichem Zusammenhang gesehen werden.

## Sceaux-du-Gâtinais
Mit dem Dokument aus November 941 gab Lisiard (Elisiernus) Le Riche kurz vor seinem Rückzug ins Kloster den Besitz Sceaux-du-Gâtinais mit den dazu gehörenden Kirchen, Herrenhäusern und Leibeigenen der 40 Kilometer südwestlich gelegenen Abtei Saint-Benôit-sur-Loire. Eingeschränkt wurde diese Schenkung durch den lebenslänglichen Nießbrauch, den er seinem Sohn Joseph, einem Akolythen (die letzte Stufe vor der Priesterweihe), seiner zu dieser Zeit noch ledigen Tochter Elisabeth, sowie ihrem ältesten Sohn einräumte, sofern dieser in einer legitimen Ehe geboren werde.
Dieses Dokument trägt die Unterschriften von (in der genannten Reihenfolge):
- Elisierni: Lisiard als Schenker
- Ugonis comitis: Hugo dem Großen, Graf von Paris etc., „Herzog der Franken“ (dux Francorum) und Regent des Westfrankenreichs: der ranghöchste Anwesende unterschreibt vor den Familienangehörigen und den übrigen Vasallen
- Teudonis comitis: Graf Thion (offenbar der gleiche, der 925 als Vizegraf und 942 als Graf von Paris bezeichnet wird, der aufgrund der Position in dieser Liste als naher Verwandter Lisiards gelten muss, wohl das Familienoberhaupt, also Lisiards Vater oder – aus chronologischen Gründen wahrscheinlicher – sein ältester Bruder)
- Joseph acolyti: Joseph (der genannte Sohn des Schenkers, der 941 – aufgrund seiner Unterschrift – bereits erwachsen war und mit dem späteren Erzbischof von Tours identifiziert wird, der 946 bis 957 amtierte)
- Bernardi comitis: Graf Bernard (wohl Bernhard, Graf von Senlis)
- Teutbaldi comitis: Graf Thibaud (wohl Theobald der Betrüger I., Vizegraf von Blois)
- Fulconis comitis: Graf Foulques (wohl Fulko II., Graf von Anjou)
- Gauzfredi comitis: Graf Geoffroy (wohl nicht Gottfried I., Graf von Gâtinais, der erst später bezeugt ist)
- Rodulfi: Raoul (vielleicht Rudolf II., Graf von Vexin, obwohl hier der Grafentitel fehlt)
- Aymonis: Aimon (wohl Haymon de Corbeil, der erste Graf von Corbeil)
- Frotmundi: Fromond (wohl Vizegraf von Sens)
- Raynardi: Rainard (wohl Rainald I., dessen Sohn und 949 erster erblicher Graf von Sens)
- Arnardi, Girardi, Gauzberti, Rotberti, Hervei: fünf weitere Vasallen Hugos

Aus dieser Liste geht hervor, dass Lisiard zum Gefolge Hugos des Großen und zum engeren Kreis um den Herzog gehörte, obwohl er keinen Grafen- oder Vizegrafentitel führte.
Im Jahr 998 befand sich Sceaux in der gemeinsamen Verwaltung von Renaud II., Kanzler König Hugo Capets (der Sohn von Hugo dem Großen) und Bischof von Paris († 1017), und seinem Vater Bouchard le Vénérable, Graf von Vendôme und Paris († 1007), also (noch) nicht im Besitz des Klosters. Renauds Mutter und Bouchards Ehefrau war Elisabeth, die Witwe von Graf Aimon von Corbeil (siehe oben), die ihren zweiten Ehemann kurze Zeit überlebte. Sie ist offenbar die Tochter Lisiard Le Riches, die weiterhin den Nießbrauch an Sceaux hatte.

## Familie
Die Familie Lisiards stellt sich also wie folgt dar:
1. NN
  1.  ? Thion, 925 Vizegraf von Paris, 942 Graf von Paris
  2. Lisiard, 941 bezeugt, Seigneur de Sceaux-du-Gâtinais, † als Mönch im Kloster, wohl in Saint-Benôit-sur-Loire
    1. Ansoud I. Le Riche, vielleicht Vizegraf von Auxerre; ⚭ nach 956 Raingarde de Dijon, die hinterbliebene Geliebte Hugos des Großen – Nachkommen
    2. Joseph, 946–957 Erzbischof von Tours
    3. Elisabeth, Dame de Sceaux et de Larchant; ⚭ (1) Aimon, Graf von Corbeil, † um 957 (Haus Melun); ⚭ (2) um 960 Bouchard le Vénérable, Graf von Vendôme und Paris, † 1007 (Burchardinger) – Nachkommen aus beiden Ehen